# Colella
Colella is een historisch merk van bromfietsen.
Colcar was een Italiaans bedrijf met vestiging in Rome dat in 1981 de Collela-minibromfiets presenteerde. Deze was zo klein dat hij met gemak in een auto of boot kon worden meegenomen. Het machientje was slechts 1.100 mm lang en woog slechts 37 kg. Het brugframe bevatte tevens de brandstof, 2,3 liter waarvan 0,5 liter reserve. Het 50cc-motortje was van Franco Morini.

## Technische gegevens
| Colcar               | Colella                                    |
| -------------------- | ------------------------------------------ |
| Periode              | 1981                                       |
| Categorie            | Minibike                                   |
| Motortype            | tweetaktmotor                              |
| Bouwwijze            | dwarsgeplaatste eencilinder                |
| Carburateur          | Dell'Orto SHA 14/12                        |
| boring               | 40,4 mm                                    |
| slag                 | 38,9 mm                                    |
| Cilinderinhoud       | 49,9 cc                                    |
| Compressieverhouding | 8:1                                        |
| Koppeling            | automatische oliebad-centrifugaalkoppeling |
| Aandrijving          | ketting                                    |
| Rijwielgedeelte      | brugframe                                  |
| Drooggewicht         | 37 kg                                      |